# Vitamina A

Estructura química del retinol, una de las principales formas de vitamina A.

La vitamina A es un grupo de compuestos orgánicos nutricionales insaturados que incluyen a retinoides preformados como el  retinol y sus derivados, retinal y ácido retinoico; y varios carotenoides provitamina A (especialmente, el beta-caroteno). La vitamina A tiene múltiples funciones: es importante para el crecimiento y el desarrollo, para el mantenimiento del sistema inmunitario y para una buena visión. Las diferentes funciones asociadas a la vitamina A están relacionadas con la función de cada uno de los retinoides, i.e.,  el retinol tiene la función de transporte y reproducción (en mamíferos), los ésteres de retinilo son formas de almacenamiento, el retinal en la visión y el ácido retinoico, el cual es producido por oxidación irreversible del retinal, es importante para las funciones sistémicas de la vitamina A (la diferenciación de epitelios y la transcripción de genes) y la reproducción. Actúa de manera similar a una hormona y es un importante factor de crecimiento para las células epiteliales y otras. (1) La retina del ojo necesita la vitamina A en forma de retinal, que se combina con la proteína opsina para formar rodopsina, la molécula que absorbe la luz necesaria para la visión con poca luz (visión escotópica ) y en color. En los alimentos de origen animal, la principal forma de la vitamina A es un éster, principalmente palmitato de retinilo, que se convierte en retinol (químicamente, un alcohol) en el intestino delgado. La forma de retinol funciona como una forma de almacenamiento de la vitamina, y se puede convertir hacia y desde su forma de aldehído visualmente activa, la retinal.
Todas las formas de vitamina A tienen un anillo beta-ionona al que se une una cadena isoprenoide, llamada grupo retinilo. Ambas estructuras son esenciales para la actividad de la vitamina. Para que un carotenoide tenga actividad provitamina A, su estructura debe incorporar una molécula de retinol, i.e. un anillo beta-ionona y la cadena de isoprenoide. Por esta razón, es que de los más de 500 carotenoides identificados en la naturaleza, aproximadamente solo unos 50 poseen actividad provitamina A en algún grado. El betacaroteno es, el pigmento naranja de las zanahorias y presente en otros alimentos vegetales, está compuesto por dos grupos retinilo conectados, y es el que posee la actividad máxima provitamina A (teóricamente se le atribuye un 50 %), pero debe ser previamente convertido a retinal en las células intestinales.(1) El alfa-caroteno y el gamma-caroteno también tienen un solo grupo de retinilo, que les da cierta actividad de la vitamina. Ninguno de los otros carotenos tiene actividad vitamínica. La carotenoide beta- criptoxantina posee un grupo ionona y tiene actividad vitamínica en los seres humanos.[cita requerida]
La vitamina A puede encontrarse en dos formas principales en los alimentos: 
- El retinol, la forma de vitamina A que se absorbe al comer de fuentes de alimentos animales, es una sustancia amarilla, soluble en grasa. Como la forma de alcohol puro es inestable, la vitamina se encuentra en los tejidos en forma de éster de retinilo. También se produce comercialmente y se administra como ésteres tales como acetato de retinilo o palmitato.[9]
- Los carotenos alfa-caroteno, beta-caroteno, gamma-caroteno y la xantofila beta-criptoxantina (que contiene todos los anillos beta-ionona) pero no otros carotenoides, funcionan como provitamina A en animales  herbívoros y omnívoros, que poseen la enzima beta-caroteno 15,15'-dioxigenasa, que escinde el beta-caroteno en la mucosa intestinal y lo convierte en retinol.[10]

## Historia
En Egipto, hacia el año 1500 a. C., se describió por primera vez el tratamiento de la ceguera nocturna (ahora, se sabe que esta ceguera obedece a un déficit de vitamina A) y, si bien no se relacionó dicha enfermedad con una deficiencia en la dieta, se recomendaba el consumo de hígado (alimento rico en vitamina A). Hipócrates prescribía hígado untado en miel a aquellos niños que en un estado de desnutrición padeciesen ceguera. Además, se han descrito prácticas similares en otras culturas del mundo.[cita requerida]
El descubrimiento de la vitamina A puede deberse a investigaciones que datan de 1816, cuando el fisiólogo François Magendie observó que los perros privados de nutrición desarrollaron úlceras corneales y tenían una alta tasa de mortalidad. En 1912, Frederick Gowland Hopkins demostró que los factores accesorios desconocidos que se encuentran en la leche, además de los carbohidratos, las proteínas y las grasas, eran necesarios para el crecimiento en las ratas. Hopkins recibió un Premio Nobel por este descubrimiento, en 1929. En 1913 y de manera independiente, Elmer McCollum y Marguerite Davis, en la Universidad de Wisconsin-Madison, y Lafayette Mendel y Thomas Burr Osborne, en la Universidad de Yale estudiaron el papel de las grasas en la dieta y descubrieron una de estas sustancias. McCollum y Davis finalmente recibieron crédito, porque presentaron su trabajo tres semanas antes de Mendel y Osborne. Ambos artículos aparecieron en el mismo número del Journal of Biological Chemistry, en 1913. Los "factores accesorios" se denominaron "solubles en grasa", en 1918, y luego "vitamina A", en 1920. En 1919, Harry Steenbock (Universidad de Wisconsin-Madison) propuso una relación entre los pigmentos de plantas amarillos (betacaroteno) y la vitamina A. En 1931, el químico suizo Paul Karrer describió la estructura química de la vitamina A. La vitamina A fue la primera sintetizada (en 1947), por dos químicos holandeses: David Adriaan van Dorp y Jozef Ferdinand Arens.[cita requerida]
Durante la Segunda Guerra Mundial, los bombarderos alemanes atacaban por la noche, para evadir las defensas británicas. Con el fin de mantener en secreto el invento de un nuevo sistema de Radar de Intercepción Aerotransportada a bordo de bombarderos, el Ministerio Real Británico dijo a los periódicos que el éxito defensivo nocturno de los pilotos de la Fuerza Aérea Real se debió a una alta ingesta alimentaria de zanahorias ricas en vitamina A, con lo que se propagó el mito de que las zanahorias permiten que las personas vean mejor en la oscuridad.

## Uso médico
En el vademécum internacional existen medicamentos que muestran en su composición vitamina A, ya sea como monofármacos o asociada a otros principios activos. Están indicados los suplementos de vitamina A, fundamentalmente en procesos crónicos que conllevan: malabsorción, fibrosis quística, diabetes mellitus, obstrucción biliar grave, desnutrición grave, nutrición parenteral mantenida durante largos períodos o en pacientes en tratamiento con hipolipemiantes de manera continuada. Se tiene precaución al administrar suplementos de vitamina A, ya que pueden interaccionar con otros fármacos y ocasionar importantes repercusiones clínicas.

### Deficiencia
Se estima que la deficiencia de vitamina A afecta aproximadamente a un tercio de los niños menores de cinco años en todo el mundo. Se estima que se cobran las vidas de 670,000 niños menores de cinco años al año. Aproximadamente entre 250,000 y 500,000 niños en los países en desarrollo se vuelven ciegos cada año debido a la deficiencia de vitamina A, con la mayor prevalencia en el sudeste de Asia y África. La deficiencia de vitamina A es "la principal causa de ceguera infantil prevenible", según UNICEF. También aumenta el riesgo de muerte por enfermedades comunes de la infancia, como la diarrea. UNICEF considera que abordar la deficiencia de vitamina A es fundamental para reducir la mortalidad infantil, el cuarto de los Objetivos de Desarrollo del Milenio de las Naciones Unidas.
La deficiencia de vitamina A puede ocurrir como una deficiencia primaria o secundaria. Una deficiencia primaria de vitamina A ocurre entre los niños y adultos que no consumen una ingesta adecuada de carotenoides provitamina A de frutas y verduras o vitamina A preformada de productos animales y lácteos.  El destete temprano de la leche materna también puede aumentar el riesgo de deficiencia de vitamina A. 
La deficiencia secundaria de vitamina A se asocia con una malabsorción crónica de lípidos, un deterioro en la producción y liberación de bilis y una exposición crónica a oxidantes, como el humo del cigarrillo y el alcoholismo crónico. La vitamina A es una vitamina soluble en grasa y depende de la solubilización micelar para la dispersión en el intestino delgado, lo que resulta en un mal uso de la vitamina A en las dietas bajas en grasa. La deficiencia de zinc también puede afectar la absorción, el transporte y el metabolismo de la vitamina A porque es esencial para la síntesis de las proteínas transportadoras de la vitamina A y como cofactor en la conversión del retinol a la retina. En las poblaciones desnutridas, las ingestas bajas de vitamina A y zinc aumentan la gravedad de la deficiencia de vitamina A y conducen a los signos y síntomas fisiológicos de la deficiencia. Un estudio en Burkina Faso mostró una reducción importante de la morbilidad por malaria con la administración de suplementos de vitamina A y zinc en niños pequeños.
Debido a la función única de la retina como cromóforo visual, una de las manifestaciones más tempranas y específicas de la deficiencia de vitamina A es la visión alterada, particularmente en la ceguera nocturna reducida.  La deficiencia persistente da lugar a una serie de cambios, los más devastadores de los cuales ocurren en los ojos. Algunos otros cambios oculares se conocen como xeroftalmía. Primero hay sequedad de la conjuntiva (xerosis), ya que el epitelio lagrimal y secretor de moco normal se reemplaza por un epitelio queratinizado. A esto le sigue la acumulación de restos de queratina en pequeñas placas opacas (manchas de Bitot) y, finalmente, la erosión de la superficie corneal rugosa con el ablandamiento y la destrucción de la córnea (queratomalacia) y que conduce a la ceguera total. Otros cambios incluyen inmunidad deteriorada (mayor riesgo de infecciones del oído, infecciones del tracto urinario, enfermedad meningocócica), hiperqueratosis (protuberancias blancas en los folículos pilosos), queratosis pilar y metaplasia escamosa del epitelio que recubre los conductos respiratorios superiores y la vejiga urinaria a un epitelio queratinizado. En relación con la odontología, una deficiencia de vitamina A puede conducir a hipoplasia del esmalte. 
El suministro adecuado, pero no el exceso de vitamina A, es especialmente importante para las mujeres embarazadas y lactantes para el desarrollo fetal normal y en la leche materna. Las deficiencias no pueden ser compensadas por la suplementación postnatal. El exceso de vitamina A, que es más común con las dosis altas de suplementos vitamínicos, puede causar defectos de nacimiento y, por lo tanto, no debe exceder los valores diarios recomendados.
La inhibición metabólica de la vitamina A como resultado del consumo de alcohol durante el embarazo es el mecanismo aclarado para el síndrome del alcoholismo fetal y se caracteriza por una teratogenicidad muy similar a la deficiencia materna de vitamina A.

### Suplementos de vitamina A
Una revisión sistemática de 2012 no encontró pruebas de que los suplementos de betacaroteno o vitamina A aumenten la longevidad en personas sanas o en personas con diversas enfermedades. Un metaanálisis de 43 estudios mostró que la suplementación con vitamina A en niños menores de cinco años que tienen riesgo de deficiencia redujo la mortalidad hasta en un 24%. Sin embargo, una revisión Cochrane de 2016 concluyó que no había pruebas para recomendar la administración de suplementos de vitamina A para todos los bebés entre uno y seis meses de edad, ya que no redujo la mortalidad ni la morbilidad infantil en los países de ingresos bajos y medios. La Organización Mundial de la Salud estimó que la suplementación con vitamina A evitó 1.25 millones de muertes por deficiencia de vitamina A en 40 países desde 1998. En 2008, se estimó que una inversión anual de US$ 60 millones en suplementos de vitamina A y zinc combinados produciría beneficios de más de US $ 1 mil millones por año, y cada dólar gastado generaría beneficios de más de US$ 17.
Si bien las estrategias incluyen la ingesta de vitamina A a través de una combinación de la lactancia materna y la ingesta dietética, la administración de suplementos orales de dosis altas sigue siendo la principal estrategia para minimizar la deficiencia. Alrededor del 75% de la vitamina A requerida para la actividad de suplementación de los países en desarrollo es suministrada por Micronutrient Initiative con el apoyo de la Agencia Canadiense de Desarrollo Internacional. Los enfoques de enriquecimiento de alimentos son factibles, pero no pueden garantizar niveles de ingesta adecuados. Los estudios observacionales de mujeres embarazadas en el África subsahariana han demostrado que los niveles bajos de vitamina A en suero están asociados con un mayor riesgo de transmisión del VIH de madre a hijo. Los niveles bajos de vitamina A en la sangre se han asociado con una infección rápida por VIH y muertes. Las revisiones de los estudios clínicos sobre los posibles mecanismos de transmisión del VIH no encontraron relación entre los niveles de vitamina A en la sangre de la madre y el bebé, con una intervención convencional establecida por el tratamiento con medicamentos contra el VIH.

## Efectos secundarios
Dado que la vitamina A es soluble en grasa, deshacerse de cualquier exceso ingerido en la dieta lleva mucho más tiempo que con las vitaminas B solubles en agua y la vitamina C. Esto permite que se acumulen niveles tóxicos de vitamina A. Estas toxicidades solo se producen con la vitamina A preformada (retinoide) (como la del hígado). Las formas carotenoides (como el betacaroteno que se encuentra en las zanahorias) no producen tales síntomas, pero la ingesta excesiva de betacaroteno en la dieta puede conducir a la carotenodermia, una inofensiva pero estéticamente desagradable descoloración naranja-amarilla de la piel.
En general, la toxicidad aguda se produce a dosis de 25 000 UI/kg de peso corporal, con una toxicidad crónica de 4.000 UI / kg de peso corporal al día durante 6 a 15 meses. Sin embargo, las toxicidades hepáticas pueden ocurrir en niveles tan bajos como 15,000 IU (4500 microgramos) por día a 1,4 millones de UI por día, con una dosis tóxica diaria promedio de 120,000 IU, particularmente con el consumo excesivo de alcohol. En personas con insuficiencia renal, 4000 IU puede causar daños sustanciales. Se pueden presentar signos de toxicidad con el consumo a largo plazo de vitamina A en dosis de 25,000 a 33,000 IU por día.
El consumo excesivo de vitamina A puede provocar náuseas, irritabilidad, anorexia (apetito reducido), vómitos, visión borrosa, dolores de cabeza, pérdida de cabello, dolor y debilidad muscular y abdominal, somnolencia y alteración del estado mental. En los casos crónicos, la pérdida de cabello, la sequedad de la piel, el secado de las membranas mucosas, la fiebre, el insomnio, la fatiga, la pérdida de peso, las fracturas óseas, la anemia y la diarrea pueden ser evidentes además de los síntomas asociados con una toxicidad menos grave. Algunos de estos síntomas también son comunes al tratamiento del acné con isotretinoína. Las dosis crónicas de vitamina A, y también los retinoides farmacéuticos como el ácido retinoico 13-cis, pueden producir el síndrome de pseudotumor cerebri. Este síndrome incluye dolor de cabeza, visión borrosa y confusión, asociada con un aumento de la presión intracerebral. Los síntomas comienzan a resolverse cuando se detiene la ingesta de la sustancia nociva.
Ingesta crónica de 1500 RAE de vitamina A preformada puede estar asociada con la osteoporosis y las fracturas de cadera porque suprime la formación de huesos al tiempo que estimula la degradación ósea, aunque otras revisiones han cuestionado este efecto, lo que indica que se necesitan más pruebas.
Una revisión sistemática de 2012 encontró que el betacaroteno y las dosis más altas de vitamina A suplementaria aumentan la mortalidad en personas sanas y en personas con diversas enfermedades. Los hallazgos de la revisión extienden la evidencia de que los antioxidantes pueden no tener beneficios a largo plazo.

## Equivalencias de retinoides y carotenoides (UI)
Como algunos carotenoides se pueden convertir en vitamina A, se han hecho intentos para determinar qué cantidad de ellos en la dieta es equivalente a una cantidad particular de retinol, de modo que se puedan hacer comparaciones del beneficio de diferentes alimentos. La situación puede ser confusa porque las equivalencias aceptadas han cambiado. Durante muchos años, se utilizó un sistema de equivalencias en el que una unidad internacional (UI) era igual a 0,3 μg de retinol, 0,6 μg de β-caroteno o 1,2 μg de otros carotenoides provitamina-A. Más tarde, se introdujo una unidad llamada retinol equivalente (RE). Antes de 2001, una RE correspondía a 1 μg de retinol, 2 μg de β-caroteno disuelto en aceite (solo se disuelve parcialmente en la mayoría de las píldoras de suplementos, debido a una muy baja solubilidad en cualquier medio), 6 μg de β-caroteno en alimentos normales (porque no se absorbe tan bien como cuando está en aceites), y 12 μg de α-caroteno, γ-caroteno o β- criptoxantina en los alimentos. 
Una investigación más reciente ha demostrado que la absorción de los carotenoides provitamina A es solo la mitad de lo que se pensaba anteriormente. Como resultado, en 2001, el Instituto de Medicina de Estados Unidos recomendó una nueva unidad, el equivalente de actividad de retinol (RAE). Cada μg RAE corresponde a 1 μg de retinol, 2 μg de β-caroteno en aceite, 12 μg de betacaroteno "dietético", o 24 µg de los otros tres carotenoides provitamina A en la dieta.
| La sustancia y su entorno químico | Proporción de retinol equivalente a sustancia (μg / μg) |
| --------------------------------- | ------------------------------------------------------- |
| Retinol                           | 1                                                       |
| beta-caroteno, disuelto en aceite | 1/2                                                     |
| beta-caroteno, dieta común        | 1/12                                                    |
| alfa-caroteno, dieta común        | 1/24                                                    |
| gamma-caroteno, dieta común       | 1/24                                                    |
| Criptoxantina beta, dieta común   | 1/24                                                    |

Debido a que la conversión de retinol a partir de carotenoides provitamínicos por parte del cuerpo humano está activamente regulada por la cantidad de retinol disponible para el cuerpo, las conversiones se aplican estrictamente solo para los humanos con deficiencia de vitamina A. La absorción de provitaminas depende en gran medida de la cantidad de lípidos ingeridos con la provitamina; los lípidos aumentan la captación de la provitamina.
La Junta de Alimentos y Nutrición (página 120) ha publicado una muestra de dieta vegana por un día que proporciona suficiente vitamina A. Los valores de referencia para el retinol o sus equivalentes, proporcionados por la Academia Nacional de Ciencias, han disminuido. La RDA (para hombres) establecida en 1968 fue de 5000 UI (1500 μg de retinol). En 1974, la dosis diaria recomendada se revisó a 1000 RE (1000 μg de retinol). A partir de 2001, la dosis diaria recomendada para hombres adultos es 900 RAE (900 μg o 3000 UI de retinol). Según las definiciones RAE, esto es equivalente a 1800 μg de suplemento de β-caroteno disuelto en aceite (3000 IU) o 10800 μg de β-caroteno en alimentos (18000 IU). 

## Recomendaciones dietéticas
El Consejo de Alimentos y Nutrición (Food an Nutrition Board) del Instituto de Medicina de Los Estados Unidos (OIM) actualizó las ingestas de referencias dietéticas, DRI (Dietary Reference Intakes) o RDA/AI (Recomendaciones dietéticas/ingestas adecuadas) para la vitamina A en 2001. Para los bebés de hasta 12 meses, no hubo información suficiente para establecer una RDA, por lo que se muestra la ingesta adecuada (IA). En cuanto a la seguridad, el IOM establece niveles de ingesta superiores tolerables (UL) de vitaminas y minerales cuando la evidencia es suficiente. En conjunto, los EAR, RDA, AI y UL se denominan ingestas dietéticas de referencia (DRI). El cálculo de los equivalentes de actividad de retinol (RAE) es que cada μg de RAE corresponde a 1 μg de retinol, 2 μg de β-caroteno en aceite, 12 μg de betacaroteno "dietético" o 24 μg de los otros tres carotenoides provitamina-A dietéticos.
| Etapa de la vida | Etapa de la vida | RDA de los Estados Unidos o Ingesta adecuada, IA, equivalentes de actividad de retinol (μg / día) | Límites superiores UL * (μg / día) |
| ---------------- | ---------------- | ------------------------------------------------------------------------------------------------- | ---------------------------------- |
| Infantes         | 0–6 meses        | 400 (AI)                                                                                          | 500 (AI)                           |
| Infantes         | 7-12 meses       | 600                                                                                               | 600                                |
| Niños            | 1–3 años         | 300                                                                                               | 600                                |
| Niños            | 4-8 años         | 400                                                                                               | 900                                |
| Varones          | 9–13 años        | 600                                                                                               | 1700                               |
| Varones          | 14–18 años       | 900                                                                                               | 2800                               |
| Varones          | > 19 años        | 900                                                                                               | 3000                               |
| Mujeres          | 9–13 años        | 600                                                                                               | 1700                               |
| Mujeres          | 14–18 años       | 700                                                                                               | 2800                               |
| Mujeres          | > 19 años        | 700                                                                                               | 3000                               |
| Embarazo         | <19 años         | 750                                                                                               | 2800                               |
| Embarazo         | > 19 años        | 770                                                                                               | 3000                               |
| Lactancia        | <19 años         | 1200                                                                                              | 2800                               |
| Lactancia        | > 19 años        | 1300                                                                                              | 3000                               |

- Los UL son para las formas naturales y sintéticas de retinol éster de la vitamina A, el betacaroteno y otras provitaminas. Los carotenoides de los alimentos y los suplementos dietéticos no se agregan al calcular la ingesta total de vitamina A para las evaluaciones de seguridad, aunque se incluyen como RAE para los cálculos de RDA y AI.[1][51]

Para propósitos de etiquetado de alimentos y suplementos dietéticos de los Estados Unidos, la cantidad en una porción se expresa como un porcentaje del Valor Diario (% DV). Para propósitos de etiquetado de vitamina A, el 100% del valor diario se fijó en 5,000 UI, pero el 27 de mayo de 2016 se revisó a 900 μg de RAE. Se proporciona una tabla de los valores diarios antes y después de la edad adulta en ingesta diaria de referencia. La fecha límite para cumplir con las normas se fijó el 1 de enero de 2020 para las grandes empresas y el 1 de enero de 2021 para las pequeñas empresas.
La Autoridad Europea de Seguridad Alimentaria (EFSA) se refiere al conjunto colectivo de información como Valores de referencia dietéticos, con Ingesta de referencia de la población (PRI) en lugar de RDA, y Requisito promedio en lugar de EAR. AI y UL definieron lo mismo que en Estados Unidos. Para mujeres y hombres mayores de 15 años, los PRI se fijan en 650 y 750 μg / día, respectivamente. El PRI para el embarazo es de 700 μg / día, para la lactancia 1300 / día. Para los niños de 1 a 14 años, los PRI aumentan con la edad de 250 a 600 μg / día. Estos PRI son similares a los RDA de los Estados Unidos. La Autoridad Europea de Seguridad Alimentaria revisó la misma pregunta de seguridad que los Estados Unidos, y estableció un UL en 3000 μg/día.

## Fuentes

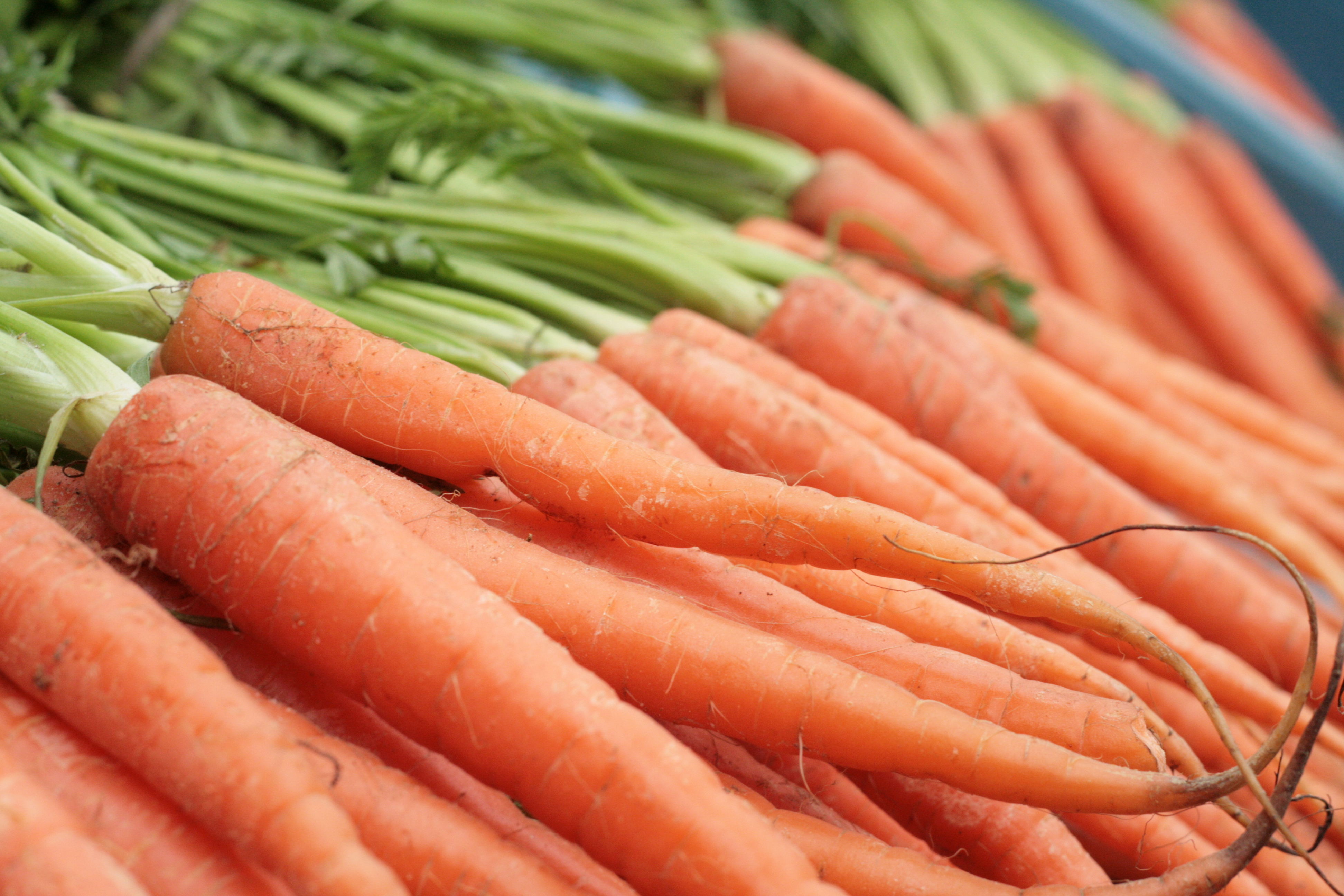
Las zanahorias son una fuente de betacaroteno.

## Funciones metabólicas
La vitamina A desempeña un papel en una variedad de funciones en todo el cuerpo, como: 
- Visión
- Transcripción génica
- Función inmune
- Desarrollo embrionario y reproducción
- Metabolismo óseo
- Hematopoyesis
- Piel y salud celular
- Dientes
- Membrana mucosa

### Visión
El papel de la vitamina A en el ciclo visual está específicamente relacionado con la forma retiniana. Dentro del ojo, 11- cis -retinal se une a la proteína "opsina" para formar rodopsina en bastones y yodopsina (conos) en residuos de lisina conservados. Una vez la luz entra en el ojo, el 11- cis -retinal se isomeriza a la forma todo-"trans". La retina todo "trans" se disocia de la opsina en una serie de pasos llamados foto-blanqueo. Esta isomerización induce una señal nerviosa a lo largo del nervio óptico hasta el centro visual del cerebro. Después de separarse de la opsina, el todo-"trans" -retinal se recicla y se convierte nuevamente en la forma 11- "cis" -retinal por una serie de reacciones enzimáticas. Además, parte de la retina "trans" todo se puede convertir a la forma de retinol "trans" y luego transportarse con una proteína de unión al retinol interfotorreceptor (IRBP) a las células epiteliales pigmentarias. La esterificación adicional en todos los ésteres retinílicos "trans" permite el almacenamiento del retinol todo trans en el pigmento de las células epiteliales para reutilizarse cuando sea necesario.  La etapa final es la conversión de 11- cis -retinal de la unión a opsina para reformar la rodopsina (púrpura visual) en la retina. Se necesita rodopsina para ver con poca luz (contraste), así como para la visión nocturna. Kühne demostró que la rodopsina en la retina solo se regenera cuando la retina está unida al epitelio pigmentado de la retina, que proporciona la retina. Es por esta razón que una deficiencia de vitamina A inhibirá la reforma de la rodopsina y conducirá a uno de los primeros síntomas, la ceguera nocturna.

### Transcripción génica
La vitamina A, en la forma de ácido retinoico, juega un papel importante en la transcripción de genes. Una vez que el retinol ha sido absorbido por una célula, puede ser oxidado a la retina (retinaldehído) por retinol deshidrogenasas y luego el retinaldehído puede ser oxidado a ácido retinoico por retinaldehído deshidrogenasas.  La conversión de retinaldehído en ácido retinoico es un paso irreversible, lo que significa que la producción de ácido retinoico está estrechamente regulada, debido a su actividad como ligando para los receptores nucleares.  La forma fisiológica del ácido retinoico (todo el ácido retinoico trans) regula la transcripción de genes mediante la unión a receptores nucleares conocidos como receptores de ácido retinoico (RAR), que se unen al ADN como heterodímeros con receptores "X" de retinoides (RXR). RAR y RXR deben dimerizarse antes de que puedan unirse al ADN. RAR formará un heterodímero con RXR (RAR-RXR), pero no forma fácilmente un homodímero (RAR-RAR).  RXR, por otro lado, puede formar un homodímero (RXR-RXR) y también formará heterodímeros con muchos otros receptores nucleares, incluido el receptor de hormona tiroidea (RXR-TR), el receptor de vitamina D 3 (RXR-VDR). El receptor activado por el proliferador de peroxisoma (RXR-PPAR) y el receptor "X" del hígado (RXR-LXR).
El heterodímero RAR-RXR reconoce los elementos de respuesta de ácido retinoico (RARE) en el ADN, mientras que el homodímero RXR-RXR reconoce los elementos de respuesta "X" retinoides (RXRE) en el ADN; aunque se ha demostrado que varios RARE cerca de los genes diana controlan los procesos fisiológicos, esto no se ha demostrado para los RXRE.  Los heterodímeros de RXR con receptores nucleares distintos de RAR (es decir,  TR, VDR, PPAR, LXR) se unen a varios elementos de respuesta distintos en el ADN para controlar procesos no regulados por la vitamina A. Al unirse el ácido retinoico al componente RAR del heterodímero RAR-RXR, los receptores se someten a una conformación cambio que hace que los co-represores se disocien de los receptores. Los coactivadores pueden unirse al complejo del receptor, lo que puede ayudar a aflojar la estructura de la cromatina de las histonas o puede interactuar con la maquinaria transcripcional.  Esta respuesta puede regular (o disminuir) la expresión de los genes diana, incluidos los genes Hox y los genes que codifican para los propios receptores (es decir,  RAR-beta en mamíferos).

### Función inmune
La vitamina A desempeña un papel en muchas áreas del sistema inmunológico, particularmente en la diferenciación y proliferación de células T.
La vitamina A promueve la proliferación de células T a través de un mecanismo indirecto que involucra un aumento en la IL-2.  Además de promover la proliferación, la vitamina A, específicamente el ácido retinoico, influye en la diferenciación de las células T.  En presencia de ácido retinoico, las células dendríticas localizadas en el intestino pueden mediar la diferenciación de las células T en células T reguladoras.  Las células T reguladoras son importantes para la prevención de una respuesta inmune contra el "yo" y para regular la fuerza de la respuesta inmune para prevenir el daño al huésped. Junto con el TGF-β, la vitamina A promueve la conversión de las células T en células T reguladoras.  Sin la vitamina A, el TGF-β estimula la diferenciación en células T que podrían crear una respuesta autoinmune.
Las células madre hematopoyéticas son importantes para la producción de todas las células sanguíneas, incluidas las células inmunes, y son capaces de reponer estas células durante la vida de un individuo. Las células madre hematopoyéticas inactivas son capaces de autorrenovarse y están disponibles para diferenciar y producir nuevas células sanguíneas cuando son necesarias. Además de las células T, la vitamina A es importante para la correcta regulación de la latencia de las células madre hematopoyéticas. Cuando las células se tratan con ácido retinoico todo trans, no pueden salir del estado latente y se vuelven activas; sin embargo, cuando la vitamina A se elimina de la dieta, las células madre hematopoyéticas ya no pueden quedarse latentes y la población de tallos hematopoyéticos Las células disminuyen.  Esto muestra una importancia en la creación de una cantidad equilibrada de vitamina A en el entorno para permitir que estas células madre pasen de un estado inactivo a uno activado para mantener un sistema inmunológico saludable. 
También se ha demostrado que la vitamina A es importante para las células T que se dirigen al intestino, afecta a las células dendríticas y puede desempeñar un papel en el aumento de la secreción de IgA, que es importante para la respuesta inmune en los tejidos de la mucosa.

### Dermatología
La vitamina A, y más específicamente, el ácido retinoico, parece mantener la salud normal de la piel al activar los genes y diferenciar los queratinocitos (células de la piel inmaduras) en células epidérmicas maduras. Se están investigando los mecanismos exactos detrás de los agentes de terapia farmacológica con retinoides en el tratamiento de enfermedades dermatológicas. Para el tratamiento del acné, el fármaco retinoide más prescrito es el ácido retinoico 13-cis (isotretinoína). Reduce el tamaño y la secreción de las glándulas sebáceas. Aunque se sabe que 40 mg de isotretinoína se descompondrá en un equivalente de 10 mg de ATRA - el mecanismo de acción de la droga (marca original Accutane) sigue siendo desconocido y es un tema de controversia. La isotretinoína reduce el número de bacterias tanto en los conductos como en la superficie de la piel. Se cree que esto es el resultado de la reducción del sebo, una fuente de nutrientes para las bacterias. La isotretinoína reduce la inflamación a través de la inhibición de las respuestas quimiotácticas de los monocitos y los neutrófilos. También se ha demostrado que la isotretinoína inicia la remodelación de las glándulas sebáceas; desencadenando cambios en la expresión génica que inducen selectivamente la apoptosis. La isotretinoína es un teratógeno con varios efectos secundarios potenciales.  En consecuencia, su uso requiere supervisión médica. 

### Retinal/retinol versus ácido retinoico
Las ratas privadas de vitamina A pueden mantenerse en buen estado de salud general con suplementos de ácido retinoico. Esto revierte los efectos de retraso en el crecimiento de la deficiencia de vitamina A, así como las etapas tempranas de la xeroftalmía. Sin embargo, tales ratas muestran infertilidad (tanto en machos como en hembras) y degeneración continuada de la retina, lo que demuestra que estas funciones requieren retina o retinol, que son interconvertibles pero que no pueden recuperarse del ácido retinoico oxidado. Ahora se sabe que el requerimiento de retinol para rescatar la reproducción en ratas deficientes de vitamina A se debe a un requisito para la síntesis local de ácido retinoico a partir de retinol en testículos y embriones.

## Vitamina A y derivados en uso médico
El palmitato de retinilo se ha utilizado en cremas para la piel, donde se descompone en retinol y se metaboliza de forma ostensible en ácido retinoico, que tiene una potente actividad biológica, como se describió anteriormente. Los retinoides (por ejemplo, ácido 13-cis-retinoico) constituyen una clase de compuestos químicos relacionados químicamente con el ácido retinoico, y se usan en medicina para modular las funciones de los genes en lugar de este compuesto. Al igual que el ácido retinoico, los compuestos relacionados no tienen una actividad completa de la vitamina A, pero tienen efectos poderosos sobre la expresión génica y la diferenciación de las células epiteliales. Los productos farmacéuticos que utilizan mega dosis de derivados del ácido retinoico de origen natural se utilizan actualmente para fines de cáncer, VIH y dermatológicos.  En dosis altas, los efectos secundarios son similares a la toxicidad de la vitamina A.